# Guldpannad dvärgspett
Guldpannad dvärgspett (Picumnus aurifrons) är en fågel i familjen hackspettar inom ordningen hackspettartade fåglar.

## Utseende och läte
Guldpannad dvärgspett är en liten grönbrun dvärgspett. Ovansidan är ljust olivbrun, bröstet tvärbandat, mot buken övergående i längsgående streck. Hjässan är fläckad i svart och vitt. Hanen har en gul fläck i pannan. Den ljusa sången består av två eller tre toner, liknande andra dvärgspettar.

## Utbredning och systematik
Guldpannad dvärgspett förekommer i Sydamerika i Brasilien, norra Bolivia och östra Peru. Den delas in i sju underarter med följande utbredning:
- Picumnus aurifrons aurifrons – förekommer i norra Mato Grosso Brasilien (övre Rio Madeira till Rio Tapajós)
- Picumnus aurifrons transfasciatus – förekommer i öst-centrala Brasilien (Rio Tapajós till Rio Tocantins)
- Picumnus aurifrons borbae – förekommer i centrala Brasilien (nedre Rio Tapajós till Rio Madeira)
- Picumnus aurifrons wallacii – förekommer i Brasilien (lägre Rio Madeira till Rio Purus)
- Picumnus aurifrons purusianus – förekommer i västra Brasilien (övre Rio Purus)
- Picumnus aurifrons flavifrons – förekommer i nordöstra Peru och västra Brasilien (längs Rio Solimões)
- Picumnus aurifrons juruanus – förekommer från östra Peru till västra Brasilien (övre Rio Juruá)

## Levnadssätt
Guldpannad dvärgspett hittas på medelhög till hög höjd i uppväxande regnskog. Den ses enstaka eller i par, ibland som en del av kringvandrande artblandade flockar med tangaror och andra arter.

## Status och hot
Arten har ett stort utbredningsområde, men tros minska i antal, dock inte tillräckligt kraftigt för att den ska betraktas som hotad. Internationella naturvårdsunionen IUCN listar arten som livskraftig (LC).